# Julius Wittels

Julius Wittels im Album: Unsere Kunst in Wort und Bild

Julius Wittels (* 18. Oktober 1860 in Wien; † 12. März 1899 in Meran) war ein österreichischer Schauspieler und Gesangskomiker.

## Leben
Wittels komödiantisches und musikalisches Talent wurde bei einem Volksfest im Prater entdeckt, wo er im Schweizerhaus selbstgeschriebene Couplets vortrug. Die Schauspielerin Valerie Grey-Stipek, die in Wien ein eigenes Theater unterhielt und Schauspielunterricht gab, überzeugte ihn, sich ganz der Bühnenkunst zu widmen. 1880 trat er erstmals im Grey-Theater als Schauspieler in Erscheinung; später war er in Ödenburg, Salzburg und Budapest engagiert. 1885 kam er an das Theater in der Josefstadt, wo er unter Direktor Karl Blasel im Volksstück Schikaneder debütierte. Nach drei Jahren wechselte er zum Carltheater, dem er mehrere Jahre lang angehörte. Damals lernte er die am Theater an der Wien engagierte Soubrette und spätere k.k. Hofschauspielerin Gusti Moser kennen, die er 1893 ehelichte. Da seine Gattin nach heftigen Auseinandersetzungen mit Direktor Franz von Jauner den Verband des Carltheaters verlassen musste, waren auch die Tage von Julius Wittels an dieser Bühne gezählt.  Die letzten Jahre führte das Ehepaar Wittels ein unstetes Wanderleben und bereiste auf Gasttourneen fast die ganze Monarchie. Wenn der Komiker einmal nach Wien kam, geschah dies nur, um sich von den Strapazen dieser Reisen zu erholen und Ärzte zu konsultieren. 
Im Februar 1899 trat Wittels, der seit seinem 15. Lebensjahr lungenleidend war, seine letzte Reise an. Sie führte ihn nach Innsbruck, wo er im dortigen Stadttheater drei Gastauftritte absolvierte. Obwohl er stark indisponiert war, riefen seine Couplets beim Publikum wahre Beifallsstürme hervor. Von Innsbruck aus reiste er nach Meran weiter, wo er gegen alle ärztlichen Ratschläge mit der Gesangsposse Der dumme August seine letzte Vorstellung gab. In der Nacht darauf bekam er Bluthusten, der sich öfters wiederholte und schließlich den Tod herbeiführte. Der Leichnam Wittels wurde auf dem jüdischen Friedhof in Meran beigesetzt.

## Varia
Als zwei Jahre nach seinem Tod noch immer kein Grabstein errichtet worden war, veranlasste eine Gruppe seiner Anhänger eine Sammlung für ein Grabmal. Die Witwe war jedoch mit dem Vorhaben nicht einverstanden, da ihr selbst bisher die Mittel für die Anschaffung eines standesgemäßen Gedenksteines gefehlt hätten.
In den Nachrufen auf Wittels werden zwei Söhne erwähnt, die ihm fälschlich zugeschrieben wurden. Tatsächlich entsprangen die Kinder einer Romanze zwischen ihrer Mutter Gusti Moser und dem späteren k.k. Hofwirtschaftsdirektor, Baron Karl Prileszky de Prilesz. Die Affäre, die in Bad Ischl begonnen hatte und zu einer Schwangerschaft führte, drohte sowohl die Karriere der jungen Frau als auch ihren Ruf zu zerstören. Julius Wittels, der sie sehr verehrte, ehelichte Gusti Moser im Wissen dieser Schwangerschaft. Drei Monate später brachte sie den Sohn Gustav zur Welt. Da ihr Ehemann ihr Verhalten tolerierte und ihm wegen seines Lungenleidens ein längerer Aufenthalt in einem Sanatorium bevorstand, konnte sie ihre Affäre mit dem Baron fortsetzen, dem sie 1897 einen weiteren Sohn, Otto, gebar. Obwohl die Abstammung dieser beiden Söhne 1942 legitimiert wurde, führten sie den Namen Wittels weiter.
Julius Wittels war der Interpret vieler Lieder des früh verstorbenen Liedermachers Alexander Krakauer. Mit ihm und dem Sänger Pius Rivalier (eig. Pius Freiherr Rivalier von Meysenbug) war er freundschaftlich verbunden. Rivalier war nach seinem Tod der Vormund der Söhne Gustav und Otto.